# 福島大学附属小学校
福島大学附属小学校（ふくしまだいがくふぞくしょうがっこう、The Elementary School Attached to fukushimaUniversity）は、福島県福島市にある福島大学附属の国立小学校。略称は「福大附属小」（ふくだいふぞくしょう）、福島市近辺では「附属小」、「附小」（ふしょう）と呼ばれている。
大部分の児童が附属中学校に進学する。

## 沿革
- 1880年5月24日 - 現在の福島第一小学校地内に創設
- 1899年6月 - 福島市舟場町11に新校舎竣工移転
- 1951年 - 福島大学学芸学部附属小学校と改称
- 1961年7月17日 - 現在地である新浜町に移転
- 1966年4月1日 - 福島大学教育学部附属小学校と改称
- 1980年 - 創立100周年
- 2005年 - 福島大学附属小学校と改称
- 2027年予定 - 福島大学附属中学校と統合し、福島大学教育学部附属義務教育学校となる。

## 概要
- 校舎は北校舎と南校舎に分けられる。南校舎に1階から1、2、6年生が、北校舎に3、4、5年生が入る。
- 南校舎より北校舎のほうが新しく、1996年（平成8年）に竣功。クラスの廊下側の壁を扉として開放できる構造とし、廊下の代わりとしてオープン・スペースを設け学年活動をしやすくするという当時としては革新的な構造が注目された。屋上運動場も備えている。
- 校章は葵。数々の学校行事の名称にも用いられる。校舎の周りにも葵の花が多く植えてある。
- 運動会は『あおいスポーツフェスタ』という行事で、各クラス毎、4チームに分かれる。緑、黄色、青、赤と帽子（1、2年生）やハチマキ（3～6年生）で色分けされ、各競技で得たポイントの合計で競われた。単純な競技ではなく、様々な要素が複合的に組み合わせられた趣向を凝らした競技が行われる。
- 附属学校であり学区が広いことを利用し、「地区あおい家族」という制度があることが特筆される。これは、児童の住む地域ごとに生徒全員を学年に関係なくいくつかの縦割りの班に分け、上級生が中心となり学年を超えた交流を持つもので、特別授業などでは班ごとに地域の施設などで活動することもある。ちなみに学区は公共交通機関を使い1時間以内程度と決まっている。
- 『あおい家族』という制度があり、1年生を迎える「ようこそ一年生」や6年生を送り出す「ありがとう六年生」が開催される。また、A～Z班に分けられ、各班2〜4人程度同級生がいる。
- 宿題がほとんど無い。教諭によっては生徒に自主的に何をするべきか考えさせて自主勉強ということで提出させる場合もある。
- 大半の生徒が福島大学附属中学校に入学試験を受け進学する。
- 当学区の他校に先駆けて環境ホルモンに配慮した食器が給食で使われた。
- 部活動は、陸上部・合奏部（管弦楽）・合唱部のみ。だが、水曜日の6校時目に、夏と秋にクラブ活動がある。
- 4～6年生の宿泊を伴う校外学習は、年度ごとの担当教師により差があまたで4、5年生のときに例年より遠方に向かうと、修学旅行は例年より近場になる場合もある。
- 学習発表会の代わりに『うたはともだち』（通称うたとも）という歌の発表会がある。
- 2006年度より入学定員が、160名から120名へ減員された（30人学級の実施）。それに伴い、2008年度より120名定員の学年が3年生になった時点で、4クラスから3クラス編成へとクラス数が一学級減となった。
- 「あおい家族」ごとに競って行われるスポーツ大会が毎年行われていたが、2009年にはゆめゆめあおいフェスティバルという文化祭に近いものが行われた。次年度からは行われなかったが、6年生を中心に開催し劇などで全校生を楽しませた。
- 5年生からピラミッドという問題集が出される。5年生は国語と算数だけだが、6年生からは社会と理科も追加される。2019年度から、ピラミッドドリルというピラミッドよりも問題量が少ない問題集に変わった。
- 近年増加傾向にある不登校などの対策の一環として、ホットルームと呼ばれる相談室のようなものがある。ごく僅かだが、一部の生徒はホットルームに登校することもある。

## 交通アクセス
- 徒歩
  - JR東日本・阿武隈急行・福島交通福島駅から約20分
- 福島交通路線バス
  - 市内循環1コースで「附属小前」下車、すぐ

### 附属小前バス停
学校北側の福島市道30号曾根田三本木線沿いに設置されている福島交通路線バスのバス停である。
1番ポール
- 大波経由掛田駅前行
- 文知摺観音・大波経由掛田駅前行
- 福島市役所前行

21番ポール
- 市内循環ももりん１コース（大町先回り）

2番ポール
- 宮下町経由福島駅東口行
- 市内循環ももりん２コース（美術館先回り）
- 由添団地経由庭坂行
- 福高経由福島駅東口行

隣のバス停
宮下町 - 附属小前 - 福島市役所前

## 著名な出身者
- 古関裕而 （作曲家）
- 遠藤千晶 （生田流箏曲演奏家）
- 石田重廣（夢グループ社長）
- 井上裕治 （ギタリスト・元girl next door）
- 佐藤真瑚 （モデル、2016年ミス・ユニバース・ジャパン3位）
- 山下航平 （陸上競技選手、2016年リオデジャネイロオリンピック出場　男子三段跳び）
- 山下潤（陸上競技選手、2021年東京オリンピック出場  男子200m）